# Lluís III el Cec
Lluís III, dit el Cec (c. 880 - Arle, 5 de juny del 928), fou comte de Provença (887- 928), rei d'Itàlia (900-905) i emperador d'Occident (901 - 905).
Fill de Bosó V de Provença i d'Ermengarda de Provença, única filla de l'emperador Lluís II el Jove, va heretar el comtat de Provença amb títol reial a la mort del seu pare el gener del 877. La seva vídua Ermengarda de Provença, ajudada per Aurelià arquebisbe de Lió i per Barnoí bisbe de Viena, va assegurar la regència, i el seu oncle Ricard II de Borgonya anomenat Ricard el Justicier, que va heretar els honors del seu germà Bosó i es va declarar el protector del seu nebot Lluís. L'emperador Carles III el Gras era l'únic sobirà regnant en posició d'oposar-se als drets de Lluís a l'herència paterna i per prevenir qualsevol oposició de la seva part, Ermengarda va anar a visitar el sobirà (887), per demanar la seva protecció per a Lluís. Privat d'hereu legítim, Carles III el Gras, va omplir les esperances a la reina; va adoptar a Lluís com a fill, i li va concedir el dret a ser elegit rei, cosa que li va permetre després regnar a Borgonya Cisjurana. El 899 Ermengarda va anar a visitar i fer acte de submissió al nou rei Arnulf de Caríntia. Lluís fou finalment elegit rei a Valença el 890 i coronat pels arquebisbes de Lió, Arle, Viena del Delfinat i Embrun, i va ser rei de Provença i Borgonya Cisjurana sota regència de la seva mare. El 894 va fer acte de submissió a Arnulf de Caríntia.
El 896 va combatre els sarraïns que devastaven Provença. Fou cridat a Itàlia el 899 pels opositors del rei Berengari o Berenguer, hi va anar el 900 i va capturar Pavia, va expulsar al seu rival i fou elegit i coronat rei Lluís III d'Itàlia a Pavia el 12 d'octubre del 900. Poc després es va casar amb Anna de Constantinoble més coneguda com a Anna de Macedònia (887 - 903) filla de l'emperador romà d'Orient, Lleó VI el Filòsof.
Va reclamar la corona imperial al papa Benet IV, i fou coronat emperador Lluís III a Roma el 15 o el 22 de febrer de 901, encara que només fou reconegut a Llombardia i Toscana. Berengari el va expulsar de Pavia el juliol del 902, i va tornar a Viena del Delfinat on es va continuant titulant emperador. Sembla que llavors (abans del 905) es va casar amb una dama de nom Adelaida, de filiació incerta, possible filla de Rodolf I de Borgonya però difícilment nascuda de la seva esposa Wil·la de Provença (germana de Lluís), ja que haguera estat la seva neboda carnal.
Cridat altre cop a Itàlia el 905 pel marquès Adalbert II de Toscana, va reconquerir el regne, però fou capturat per Berenguer a Verona i cegat el 21 de juliol del 905.
De retorn a Viena del Delfinat, degut a la seva minusvalidesa a causa de la ceguera, no es va poder oposar a les creixents peticions dels feudals. A partir del 911 va deixar el govern efectiu a Hug comte d'Arle i de Viena del Delfinat que va governar des de Arle i va rebre el títol de comte i marques de Provença. Hug es va casar llavors amb Wil·la, germana del rei i vídua de Rodolf I de Borgonya. El 9 de juliol de 926, Hug d'Arle fou escollit rei d'Itàlia.
Lluís III es va casar amb Anna de Constantinoble, morta el 903. Després de ser cegat s'hauria casat en segones noces amb una certa Adelaida, d'origen incert, filla de Rofolf I de Borgonya però d'un matrimoni desconegut, ja que no podia ser filla de Wil·la de Provença (per consanguinitat) i perquè del matrimoni amb aquesta no consta cap filla de nom Adelaida. En morir va deixar dos fills:
- Carles Constantí (? - 962), que pel seu nom sembla de la primera dona però no hi ha cap prova i en canvi és anomenat consanguini amb Conrad I de Borgonya, el que el faria fill de la segona dona, neta de Conrad. Fou comte de Viena el 926 quan el seu cosí Hug fou proclamar rei d'Itàlia però va perdre el comtat segurament el 929 quan va morir el seu pare, i llavors Hug d'Arle l'hauria donat al seu germà Bosó II d'Arle o al seu gendre Bosó I (de Borgonya). Va tenir dos fills, Ricard i Hubert, i potser una filla, Constància, que es va casar amb Bosó comte d'Avinyó, fill de Rotbald I, que fou després comte d'Arle vers el 949.

- Raül o Rodolf, esmentat en carta del 14 de juny de 929.

- Constància de Viena, generalment considerada filla de Carles Constantí, en realitat podria ser la seva germana.